# Cobalt(II)-phosphat

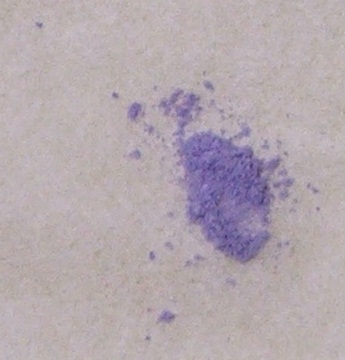
Cobalt(II)-phosphat

Cobalt(II)-phosphat ist eine anorganische chemische Verbindung des Cobalts aus der Gruppe der Phosphate.

## Gewinnung und Darstellung
Cobalt(II)-phosphat kann durch Calcinierung von Cobalt(II)-oxid und Phosphorpentoxid gewonnen werden.

## Eigenschaften
Cobalt(II)-phosphat ist ein kristalliner violetter Feststoff. Es ist gegenüber Säuren und Alkalien stabil, jedoch hydrolyseempfindlich und migrationsecht. Das Octahydrat ist ein rosarotes Pulver, das unlöslich in Wasser und löslich in Mineralsäuren ist.
Cobalt(II)-phosphat besitzt eine monokline Kristallstruktur mit der Raumgruppe P21/n (Raumgruppen-Nr. 14, Stellung 2).
Das Monohydrat besitzt eine Kristallstruktur mit der Raumgruppe P21/c (Raumgruppen-Nr. 14).

## Verwendung
Cobalt(II)-phosphat wird zum Schönen von Kunststoffen eingesetzt. Es wird auch zur Blaufärbung von Porzellan, Glas und zur Herstellung von Emaille, Glasuren und Pigmenten eingesetzt. Durch Glühen einer Mischfällung aus Cobalt- und Magnesiumphosphat bei 800–1000 °C erhalt man sogenannte Cobaltviolett, das für Künstlerfarben verwendet wird.
Die Verbindung wurde bereits 1859 von dem französischen Chemiker Alphonse Salvétat als Farbstoff vorgeschlagen.